# Omfartsvejen (Gørlev)
 For alternative betydninger, se Omfartsvejen. (Se også artikler, som begynder med Omfartsvejen)
 Omfartsvejen er en to sporet omfartsvej der går syd om Gørlev, og er en del af sekundærrute 255 der går fra Gørlev til Stenlille. Den er med til at lede trafikken uden om Gørlev, så byen ikke bliver belastet af for meget trafik
Vejen forbinder Gørlev Landevej i syd med Ulstrupvej i nord, og har forbindelse til Toftevangsvej og Slagelsevej.